# Acupuntura e psicologia
Acupuntura e psicologia corresponde à aplicação da acupuntura (uma medicina tradicional) para amenizar o sofrimento psicológico, enquanto técnica auxiliar da psicoterapia e teoria específica, e não a uma área de atuação profissional restrita aos especialistas em saúde mental. Considerando que a adaptação de uma arte-técnica derivada do sistema etnomédico chinês, feito a acupuntura, às diversas profissões de saúde exige cada vez mais a produção de protocolos de ação especializados na área abordada, esta prática toma como referências tanto o saber tradicional chinês como a disciplina e profissão especializada em questão, a psicologia.  Tenta-se produzir o conhecimento científico nos moldes do paradigma ocidental e simultaneamente nos moldes da ciência tradicional chinesa (histórica e etnicamente referenciada), para se obter uma melhor compreensão de suas proposições teóricas originais e aumentar a eficácia na aplicação da acupuntura e psicologia ao sofrimento psíquico.  

O equilíbrio Yin / Yang

## Área de atuação profissional
Enquanto campo de prática profissional a aplicação dessa técnica, que a rigor não pode ser dissociada de um conjunto de outras igualmente derivadas da Medicina Tradicional Chinesa, tais como moxabustão, fitoterapia, auriculoacupuntura etc., e limita-se às definições de atuação profissional do psicólogo reconhecida pelos órgãos de regulamentação da profissão – no Brasil o Conselho Federal de Psicologia. 
Além do reconhecimento legal que permite ao psicólogo a prática associada desse conjunto de técnicas, estabeleceu-se um conflito com as demais profissões de saúde, reconhecidas legalmente ou não, que também elegeram a acupuntura como forma de atuação. Observe-se também que a definição do campo específico de atuação do psicólogo possui uma área de interseção de limites difusos com as práticas da psiquiatria, neurologia, fisioterapia, fonoaudiologia e muitas das terapias reconhecidas como Medicinas Alternativas e Complementares (MAC).
A acupuntura foi reconhecida pelo Conselho Federal de Psicologia na Resolução CFP nº 05/2002, através da qual fora regulamentada tal prática para o psicólogo.  O CRP-SP em 2015 trouxe OFICIALMENTE que: "[...] compreende para fins de orientação e fiscalização que: [...] c) A Psicologia já compreendeu que a Acupuntura é uma prática facultada ao(à) psicólogo(a), e apesar da anulação da resolução CFP 05/02 pelo STF, não há óbice em que o profissional da Psicologia vincule seu título de Psicólogo(a) ao de Acupunturista, entendendo que essa vinculação, por si só, não constituirá falta ética [...]" (grifo nosso; nota Téc. CRP-SP/COF-01/2015). E a seguinte nota técnica (MINISTÉRIO DA SAÚDE / SECRETARIA DE ATENÇÃO À SAUDE / DEPARTAMENTO DE ATENÇÃO BÁSICA) aponta OFICIALMENTE que: "[...] o Departamento de Atenção Básica, da Secretaria de Atenção à Saúde, do Ministério da Saúde, que coordena a PNPIC, não vislumbra razões e/ou impedimentos legais quanto à atuação de profissionais de saúde de diferentes profissões no uso da Acupuntura, bem como para os demais recursos da MTC voltados ao cuidado da população. [...]" (grifo nosso; "NOTA TÉCNICA ASS.[...]Brasília/DF, 26 de setembro de 2013").
Delvo Silva  assinala a importância do relatório final da 8ª Conferência Nacional de Saúde (reforma do Sistema Nacional de Saúde - art. 3º, item "c", inclusão, no currículo de ensino em saúde, do conhecimento das práticas alternativas) ainda não implantado para o reconhecimento dessa técnica associada à psicologia no Brasil. Destaca também o reconhecimento na esfera federal, através da Portaria nº 397, de 9 de outubro de 2002 - CBO 2002, que reorganizou as ocupações no Brasil e as redefiniu (Código Brasileiro de Ocupações, CBO 2002), acrescentando, à ocupação do psicólogo, o psicólogo acupunturista, (Código nº 2515-10). 
Ainda em 2002, após a regulamentação da acupuntura para os psicólogos através da Resolução CFP nº 05/2002, registrou-se, no Conselho Regional de Psicologia de São Paulo, a Sociedade Brasileira de Psicologia e Acupuntura - SOBRAPA, que já servia a sociedade brasileira com orientações e divulgações de pesquisas na área da acupuntura, dentro do campo da Psicologia, desde os anos oitenta.

## Uma medicina complementar
Observe-se, porém, que a expansão da utilização da acupuntura, fitoterapia e outras formas de Medicina Alternativa e Complementar (MAC) é uma prática generalizada no ocidente . Na segunda Conferência Científica Internacional sobre Pesquisa e Medicina Complementar, Integral e Alternativa realizado em Boston, Massachusetts, 2002  apresentou-se dados oficiais do National Institutes of Health (NIH) National Center for Complementary and Alternative Medicine (NCCAM) estimando-se que a prevalência de uso das MAC aumentou de 25% em 1990 para 42% em 1997. Este crescimento representa uso aumentado entre todos os grupos socioeconômicos. A prevalência de uso de fitoterápicos aumentou cerca 380% durante no mesmo período de tempo. Ernest, 2001 calcula que a Medicina Complementar na Inglaterra, onde a acupuntura é um expoente de peso, tem uma utilização que pode ser estimada entre um terço e 50% da população.
A associação da psicologia à técnicas da denominadas medicina complementar vem sendo examinada e regulamentada pelo Conselho Federal de Psicologia item por item, com algumas técnicas aprovadas (a exemplo da acupuntura) e outras não. É preciso não esquecer também que a acupuntura integra um sistema etnomédico distinto cujo domínio exige um exercício de assimilação de uma série de contradições com o atual paradigma científico a exemplo do conceito de energia vital, canais energéticos ainda não identificados anatomicamente, funções corporais e patologias descritas em linguagem metafórica (tríplice aquecedor, vento penetrante, vento da cabra louca, etc.). Há diversas proposições de interpretação a partir da biofísica, antropologia, bioquímica, e outras disciplinas, longe ainda da formação de um consenso. O que se aplica a pesquisadores tanto no ocidente como entre os praticantes da medicina cosmopolita ocidental nos países do oriente.
Por outro lado não há dúvidas que a proposição de integrar esses saberes, de um modo ou de outro vem sendo realizada não só com a psicologia mas também com outras especialidades profissionais que incluíram a acupuntura nas suas ações. As primeiras iniciativas vieram com a Revolução Cultural propondo estrategicamente uma reunião das diversas tendências e escolas de acupuntura pelo Ministério da Saúde Pública da República Popular da China com a publicação do Livro dos Quatro Institutos (Escola de Medicina Tradicional Chinesa de Beijing; Escola de Medicina Tradicional Chinesa de Shanghai; Escola de Medicina Tradicional Chinesa de Nanjing; Academia de Medicina Tradicional Chinesa)  e com a proposição de criação de profissionais de nível médio versados em acupuntura e saúde pública denominados Médicos de Pés Descalços. Ambas iniciativas contribuíram para  consolidação e divulgação dessa prática empírica (que possui mais de 3 mil anos), reafirmando sua utilidade, como apontam as novas pesquisas lá realizadas em prol do desenvolvimento da ciência e medicina cosmopolita nas suas regiões de origem.

## Integração à psicologia
Pensar na relação entre psicologia e acupuntura significa compreender os distintos caminhos que a psicologia, essa jovem ciência, tomou tanto no ocidente com no oriente. No ocidente pode-se identificar nessa história 3 marcos significativos: A psicologia fisiológica (experimental); a psicofísica; as teorias dos aspectos simbólicos e psicossomáticos (que inclui as explicações dos mecanismos hipnóticos e do efeito placebo)      
A definição de estímulo é uma "ferramenta conceitual" tanto para a acupuntura como para a psicologia.  Por sua origem, enquanto psicologia fisiológica e psicofísica, a psicologia está associada às contribuições de Wilhelm Wundt (1832 -1920), Gustave T. Fechner (1801-1887) e E. H. Weber (1795-1878). A Psicologia Fisiológica de Wundt estabeleceu os princípios de correlação mente cérebro e definiu a consciência como objeto de estudo através da percepção e método experimental. 
A Psicofísica de Weber - Fechner, na realidade precursora dos trabalhos de Wundt estabeleceram a correlação entre o estímulo, sua natureza, intensidade e reações que provocam, incluindo o limiar e modo como podem ser percebidos, dando origem a uma série de estudos sobre as sensações; organização da percepção (gestalt); padrão de respostas (associacionismo), que inclusive resultaram na teoria do reflexo condicionado. 
Há estudos sobre a equivalência / eficiência dos diversos tipos de estimulação utilizada na medicina tradicional chinesa, a saber: acupuntura estimulação com agulhas e atualmente também com raio laser e produtos químicos específicos; estimulação com calor moxabustão; estimulação com dedos Tui Na (shi-at-su ou do-in); estimulação com as mãos massoterapia, massagem chinesa, etc.  Observe-se que a estimulação, de qualquer forma, é de natureza psicobiofísica (neuroestimulação) e integra-se a distintas teorias sobre organização do sistema nervoso a exemplo dos dermátomos e musculatura envolvida nas emoções (bioenergética  e reflexologia).

## Reflexoterapia
Entre essas possíveis interpretações do efeito da acupuntura na ciência ocidental tem certo destaque a teoria dos reflexos condicionados e diversas variantes desta teoria que, sem maior rigor, podem ser reunidas com o título de reflexoterapia. O desenvolvimento ocidental das teorias que utilizam a concepção de reflexo (estímulo e resposta) iniciou-se a partir das descobertas do reflexo condicionado especialmente com as contribuições de Ivan Pavlov (1849-1936) à medicina. 
Diversos estudos, como veremos tem evidenciado o efeito da estimulação de pontos de acupuntura para eliciar ou inibir reflexos    . Entre tais interpretações do efeito da acupuntura  se destaca, a teoria da irritação associada à desorganização do sistema nervoso (irritação - contra-irritação) como causa de doenças, que se beneficiam da sedação e sono, inclusive este é o fundamento das técnicas de sonoterapia. A principal hipótese ou linha de pesquisa são os possíveis efeitos da atividade cortical sobre cada órgão ou regulação orgânica (rotas córtex-víscera; reflexos viscero-cutâneos  ). Atualmente se sabe que os analisadores internos previstos por Pavlov em 1912, (Klotz et AL ) integram-se ao córtex através do sistema límbico e agentes da respostas ao estresse com efeitos pró e anti-inflamatórias, mediadas pelo sistema nervoso autônomo e eixo hipotálamo – hipófise. 
Na América os estudos de condicionamento visceral ou interoceptivo evoluíram para as técnicas de biofeedback a partir dos estudos da amplificação de sinais da atividade visceral em especial as contribuições de Miller (1969)  e contribuições do behaviorismo (especialmente o autocontrole proposto por Skinner (1904-1990) com a então denominada medicina comportamental e psicologia da saúde. (ver Associação Brasileira de psicoterapia e medicina comportamental)
Dumitrescu (1996)   ressalta a importância para acupuntura da análise da distribuição dermatomérica e fenômenos de projeção e de referência das dores viscerais e profundas sobre as quais se sustenta as teorias que explica a acupuntura a partir dos reflexos viscerosensitivos e convergência medular das fibras nervosas articulada em nível dos gânglios nervosos e plexos. A ação da acupuntura sobre os órgãos e vísceras poderá ser compreendida como intervenções no processo de auto-regulação do organismo além da produção de bem estar por produzir relaxamento muscular e analgesia.
Os mecanismos de controle da dor através da acupuntura tem como uma das principais explicações a teoria das "comportas" ou "gate control". Essa teoria fundamenta-se na distinção e articulação dos estímulos que são conduzidos por diferentes fibras nervosas (tipo A delta - mielinizadas de diâmetro fino e tipo C - amielínicas), na região do corno sensitivo (dorsal) de cada segmento da medula. O bloqueio das vias sensitivas (porta de controle) se dá pelo bloqueio da via mielinizada. (Dumitrescu, 1996 (o.c.); Peschanski, 1987 ) A ativação do sistema de neurônios internunciais, da medula sensitivo dorsal pelas fibras grossas do tato (mecanoreceptores), exercem uma ação bloqueadora (gate control) dos estímulos de dor (Lico, 1985 ).

## A especificidade psicológica
Observe-se, porém que a produção de bem-estar, leia-se ausência de dor, ansiedade ou depressão através da acupuntura ainda precisam ser melhor compreendidos. Naturalmente que os mecanismos neurofisiológicos da produção de cortisol, endorfinas ou serotonina, induzidos pela ação das agulhas, são alterados restabelecendo a saúde do paciente, mas não teremos uma explicação completa desse complexo fenômeno, se os aspectos psicológicos e comportamentais desse processo não forem considerados. Acupuntura encontra na Psicologia uma ciência complementar aos seus preceitos, permitindo ao clínico compreender a pessoa à sua frente de modo integral e imparcial.

## Contribuições orientais à psicologia
Psicoterapia
A Meditação é uma técnica antiqüíssima que se confunde com a própria origem das religiões quando definida ou comparada como transe e êxtase religioso. Uma das mais completas proposições de uso terapêutico sistematizado dessas técnicas é o Treinamento autógeno de Schultz  com notável influência do Hatha Yoga e técnicas respiratórias diversas das mais diversas escolas inclusive Budistas (indianas tibetanas e chinesas) e Taoístas.
Uma interpretação especificamente psicológica dos mecanismos e efeitos da meditação descrita em antigos textos chineses (Tai I Gin Hua Dsung Dschi – O segredo da flor de ouro) foi realizada, na década de 1930, por Richard Wilhelm (sinólogo) e C G. Jung (1875-1961). Wilhelm também apresentou ao ocidente uma tradução do I Ching atribuído a Confúcio  e Jung tem inúmeros textos dedicados a avaliar as diferenças entre o pensamento oriental e ocidental, a natureza das religiões orientais e correlações entre essas e os efeitos da psicoterapia.
Entre os teóricos dos nossos dias que deram continuidade a essa linha de estudos podem ser citados os estudos de Alan Wats (1972) , Erich Fromm (1960)   e outras tentativas de tradução aproximação conceitual desenvolvidos a partir destes. Os estudos neurofisiológicos (eletroencefalográficos e com ressonância magnética (IRM)) dos estados de meditação   e mais recentemente do próprio efeito da acupuntura registrado no homúnculo cortical (córtex somatossensorial) e áreas associadas cada ponto estão começando a ser interpretados enquanto processo de imagem corporal, controle da dor sensorial e afetiva além dos efeitos em áreas ou circuitos de regulação neurofisiológica que variam conforme os pontos estimulados. 

Terapia sexual
Correspondendo à moderna Sexologia (Medicina/ Terapia Sexual) há toda uma concepção sobre a reprodução e sexualidade humana na mitologia e ciência oriental conhecidas no ocidente como Tantra Yoga ou taoísmo do sexo  (reflexologia sexual chinesa). O filme Terapia do Prazer (Bliss) com produção e roteiro de Lance Young, 1997 (Sony Pictures Entertainment) aborda os métodos de tratamento de um terapeuta Baltazar Vincenza (Terence Stamp), que utiliza as técnicas orientais associadas à terapia sexual, o enredo é praticamente a descrição de uma história clínica.
O clássico chinês, livro do imperador amarelo, distingue as fases da vida humana a partir da maturidade sexual identificada nas mudanças físicas: dos cabelos, dentes, força e capacidade de trabalho (física e intelectual) do homem e da mulher em diversas faixas etárias. 
Além do Huangdi Nei Jing, há uma série de livros clássicos sobre a sexualidade tipo Fang shung shu (Conselhos para a moça jovem)  análogos ao conhecido Kama Sutra indiano, onde as tradições e/ou concepções sobre técnica sexual e as fases da vida e maturação sexual são também descritas em detalhes. Pode ser tomado como exemplo as descrições da capacidade de produção de sêmen masculino e da capacidade reprodutiva feminina identificando ainda possíveis efeitos sobre a saúde e vitalidade do concepto de acordo com a idade dos pais.
Na MTC registram 7 males da relação sexual: respiração contida; ejaculação precoce; circulação perturbada; perda de energia - esgotamento; disfunção erétil, incontinências; doença das cem obstruções - luxúria (ninfomania / satiríase); esgotamento do sangue. (Heilmann - Fang-chung-shu o.c.)
Caracterologia
As alterações da forma física de muitas doenças foram há muito reconhecidas pela medicina. Desenvolveram-se saberes como: criminologia, frenologia possivelmente com origem ou influência na caracterologia grega (teoria dos humores) que estabeleceu os quatro temperamentos Os tipos que apresentam as características da variação humoral sejam o sanguíneo (sangue), o fleumático (linfa ou fleuma), o colérico (bílis) e o melancólico (astrabílis ou bílis negra) por sua vez coincidem com o estabelecido na biotipologia / fisiognomonia chinesa.
Desde o começo do século XX o desenvolvimento da genética domina tais referenciais teóricos, Entretanto a maior ênfase é o perfil bioquímico das diversas síndromes e associações em vez das características estruturais e morfológicas do corpo humano. Contudo as tentativas de identificar um perfil reconhecível nas malformações congênitas e genética das raças e do comportamento a partir do genoma estão apenas se iniciando.

## Teoria das Emoções
Diversamente da medicina ocidental que só veio a reconhecer a circulação do sangue no século XVII (William Harvey (1578-1657)) e os ritmos cerebrais (Hans Berger , 1873-1941) no século passado, na cosmovisão da Medicina Tradicional Chinesa – MTC, a milhares de anos, referências à circulação e vários ciclos e ritmos podem ser identificadas tanto aos ciclos cósmicos (maiores que 28 horas), circadianos (que duram 1 dia), como Infradianos (menores que 12 horas). 
São considerados correspondentes ao fluxo da energia vital – Chi nos meridianos e órgãos, onde distinguem as fases dos ciclos sazonais ou correspondentes às estações do ano  e ciclos com períodos de 12 anos (astrológicos descritos no horóscopo chinês). Identificam naturalmente os ciclos circadianos (24 horas) como sono e vigília (a circulação da energia Yin/Yang), integrando, estes, ao padrão de pequenos ciclos infradianos (12/24) denominados, por eles, a grande circulação de energia.
Ciclos sazonais – correspondem a divisão do ano em 5 períodos regidos analogamente pela lei dos 5 elementos "A madeira gera o fogo que gera a terra, o metal que gera (cava) a água". Nessas categorias analógicas de análise dos fenômenos climáticos (primavera; verão, verão menor, outono, inverno) também se dividem órgãos do corpo, funções orgânicas, meridianos e patologias.

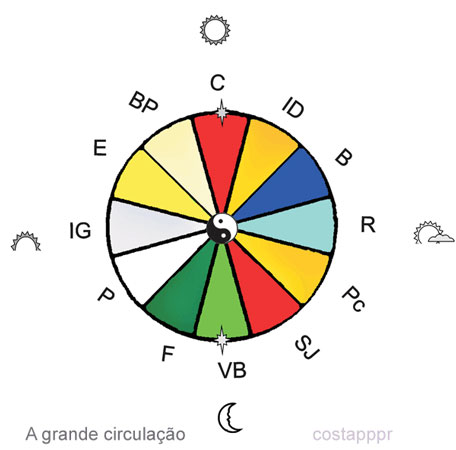
Grande Circulação da Energia

O reconhecimento da teoria dos "cinco elementos" ou "cinco movimentos" constitui-se como uma verdadeira revolução no saber psi. Nessa proposição os sentimentos ou emoções organizam-se como um ciclo associado à atividade dos órgãos meridianos durante o dia e durante o ano. Tais emoções e sentimentos podem ser benéficos ou patógenos a depender da forma como associados aos cinco elementos da natureza (Vento; Calor; Umidade; Secura; Frio). 
Bernardo, 2006  e Vectore, 2005  também destacam a importância da via de mão-dupla, onde o psiquismo não pode ser separado dos órgãos e vice-versa, isto é, as perturbações psíquicas, relativas às emoções, podem perturbar diretamente os órgãos e as alterações orgânicas podem agir sobre o psiquismo. (Vectore, 2005 o.c.)
Os ideogramas chineses que correspondem aos cinco sentimentos ou emoções poderiam ser melhor compreendidos, pelos ocidentais, analisando-se, numa perspectiva antropológica, sua utilização na literatura chinesa clássica. O ciclo neurofisiológico das emoções associado às estações do ano é reconhecido, porém, pelos especialistas em psicobiologia e estudo do comportamento animal. Contudo sua expressão macro (eras astrológicas) ou microcósmica como expressa no aforismo "Cada dia com sua glória, cada dia com a sua dor"  ainda não foi compreendida do ponto de vista da ciência ocidental.
A maioria dos manuais de acupuntura traduzidos descrevem os seguintes sentimentos/emoções: (1) ira ou raiva (怒 nù);  (2) alegria, felicidade (喜 xǐ ) também traduzido como surpresa susto; (3) ansiedade (忧 yōu) traduzido também como: preocupação – meditação – ficar pensativo (想 - si); ter uma ideia fixa, obsessão; (4) tristeza traduzido também por: melancolia, sofrimento moral, mágoa (悲 bēi) e (5) medo (恐 kǒng). 
Em psicologia as emoções vêm sendo estudadas desde sua origem. Entre as  primeiras proposições destacam-se as contribuições de William James (1842-1910) e  Walter Bradford Cannon (1871–1945), feito matrizes dos diversos estudos que contribuíram para atual concepção de sistema límbico. Outro destaque é  a teoria psicanalítica, onde se utiliza o termo afeto (teoria dos afetos) para designar algumas das emoções estudadas por James e Cannon com grandes contribuições sobretudo à compreensão da ansiedade e tristeza (melancolia).  

## Tratamento de distúrbios mentais
As noções de desvio de comportamento e contato com a realidade, que definem a loucura, estão presentes em todos os povos. Entre os chineses os conceitos de sábio e tonto podem ser aprendidos nos provérbios de Confúcio (Analectos) ou textos  de Chuang Tse e Lao Tse, a exemplo de "O velho tonto que removeu montanhas" e o "Confúcio e o louco".
Na primeira fábula valoriza-se a persistência e vontade abnegada de um homem que parecia tolo por não desejar recompensas e, sobretudo por entregar-se a uma tarefa que parecia impossível (remover montanhas para encurtar uma estrada), por sinal acaba conseguindo com ajuda divina e de uma geração de seguidores. A segunda história, também recontada por Chuang Tsé cita um episódio vivido por Confúcio. Relativiza o comentário de um louco que afirma que a sabedoria só faz sentido num mundo onde seja valorizada, de certo modo reafirmado a máxima de Lao Tsé que os homens rudes riem do Tao como se fosse tolice e os homens sábios o reconhecem.
A noção de destino e desígnio da natureza (karma) se faz presente e os homens sábios nos propõem a sua aceitação: "Todo homem sabe como é útil ser útil. Ninguém parece saber como é útil se inútil." Assim conclui Chuang Tsé, o comentário do encontro entre Confúcio e o louco.
A noção de dano genético de certo modo está implícita nas noções de carma (indiana) e "Jing Chi ancestral" presente na identificação do retardo mental além disso a MTC também aborda os Distúrbios Mentais como sofrimento e dano emocional. Atribuem, sobretudo uma agressão a função do Shen geralmente causada pelo fogo, flegma ou vento. Os textos modernos, como o livro dos Quatro Institutos, já utilizam, porém aproximações aos conceitos de psicose, depressão, mania e histeria.
Silva, 2007 (o.c.) destaca a importância das cinco instancias psíquicas (utilizando uma expressão psicanalítica) que ele define como entidades viscerais com funções psíquicas equivalentes: Zhi (desejo, aspiração, vontade); Hun (clareza, alma etérea), Shen (o espírito); Yi (intenção, desejo, repreensão); Po (alma corpórea) para compreensão das explicações da concepções chinesas dos processos psíquicos.
A Histeria é descrita como um ataque repentino, sensação de sufocamento, afonia, convulsão, síncope, um clássico distúrbio mental provocado pelo fogo, repressão de emoções, distingue-se da mania Kuang que é uma doença do vento com fígado e rins deficiente. 
Observe-se que a MTC assinala a relação da Mania, como a depressão (retraimento - loucura) num quadro denominado Dian  Kuang, agitar-se de modo selvagem e permanecer calmo DIAN corresponde ao ideograma de  divinação, o que vem da divindade oráculo. Essa mesma expressão de relação com o sagrado (também presente entre os gregos) é identificada na Epilepsia – Dian Xian ou Yang Dian Feng que poderia  ser traduzida po "Vento de cabra louco".. Ainda na lógica da "doença sagrada" é uma associação comum a relação entre o "alto" ou a montanha à divindade e/ou sua extensão para cabra, um animal que sobe as montanhas com perfeição.  
Nos manuais de acupuntura identifica-se para depressão (yuzheng), uma doença que possui algumas formas nitidamente associadas à distúrbios cíclicos como a personalidade cicloide, psicose maníaco depressiva ou depressão maior – bipolar. (Pritzker, 2003) 
No livro dos 4 institutos a depressão (estado depressivo) é causada pelo retardo de Chi e acúmulo de flegma; o distúrbio mental maníaco pode ser causado por: 1 - estase de Chi causado pela exasperação, a qual traz o fogo à tona e provoca a formação do flegma ou 2 – calor excessivo no estômago impedindo a descida do Chi prejudicial o que resulta em acúmulo de calor perturbando a mente. (Quatro Institutos, 1995 o.c.)
A eficácia da acupuntura para modificar estados, sinais e sintomas de diversas patologias do sistema nervoso especialmente a dor é reconhecida e pesquisada no ocidente há pelo menos 3 décadas, quando houve um reconhecimento formal da OMS - Organização Mundial da Saúde. Esta instituição publicou em 1980 uma relação com 40 patologias e estados patológicos com reconhecida eficácia da ação benéfica da acupuntura onde pelo menos 22 são distúrbios funcionais que envolvem o controle direto do Sistema Nervoso Central - SNC e/ou – Sistema nervoso autônomo SNA. 
Observe-se ainda que pelo menos 11 patologias, das incluídas na lista da OMS, são reconhecidas e tratadas como associadas a fatores causais de natureza psicossomática, a saber: Rinite aguda; Asma brônquica; Gastrite aguda e crônica; Hiperacidez gástrica; Úlcera duodenal crônica; Colites agudas e crônicas; Constipação; Cefaléia/ Enxaqueca; Enurese noturna; Ciática, lombalgia; Artrite reumatoide. 
Sacks, (1996)  comentando sobre a os aspectos psicossomáticos da enxaqueca afirma que todo acesso de enxaqueca possui um valor tático para a pessoa seja uma tática puramente fisiológica, a exemplo das manobras homeostáticas ou seja um ganho secundário das doenças considerando a existência emocional do paciente. 
A hipocondria, a conversão histérica e as doenças psicossomáticas são consideradas formas de expressão similares de conflitos psicológicos que não foram resolvidos por um processo simbólico. As teorias cognitivo- comportamentais consideram importante para sua resolução o aprendizado de hábitos saudáveis de vida e as teorias de base analítica apontam para um busca do equilíbrio emocional na identificação da origem do conflito (insight, ab-reação ou catarse). 
Na terapia por acupuntura é comum observar-se expressões emocionais associadas à aplicações da agulha em meridianos específicos. Muitas vezes os paciente referem-se espontaneamente as esses sentimentos que afloraram, alguns acupunturistas, entretanto propõem produzir tais relatos verbais e sentimentos e intervir em tais manifestações. 
Stux, 1994  por exemplo recomenda agulhar os pontos correspondentes aos chakras da etnomedicina indiana examinando os sentimentos e sensações eliciadas conduzindo o paciente, a partir de então, para uma meditação no fluxo do chakra na direção de seu equilíbrio. O Anahata chakra - do coração, por causa de sua posição central, tem uma importante função harmonizando para a energia inteira do corpo ou superior, contudo a meditação e estimulação sobre cada chakra produz sensações e sentimentos distintos que deverão ser trabalhados nos diálogos e vínculos que se estabelecem na relação paciente terapeuta.

## Ver também

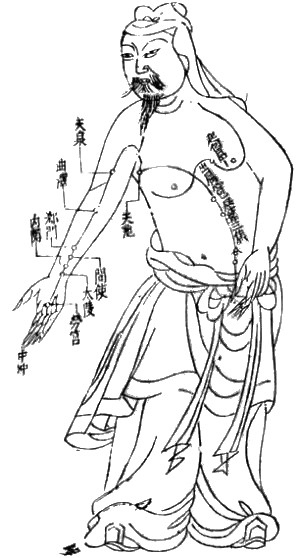
Meridiano (Dinastia Ming)

## Nota
1. ↑  Esta resolução posteriormente foi anulada pelo CFP - Conselho Federal de Psicologia no Ofício Circular nº 0116-14/CFP  de 15 de agosto de 2014, dirigido aos CRPs (Conselhos Regionais de Psicologia), reafirmando porém - em outro documento EXCLUSIVO (Ofício Circular nº 0155-14/CFP) três meses depois - que a prática da acupuntura é livre no país conforme o artigo 5º da Constituição Federal do Brasil de 1988; e ainda, o CRP-SP confirmou/explicou a LEGALIDADE dessa prática por psicólogos (Nota Técnica CRP-SP: COF - 01/2015)